# Pipeline

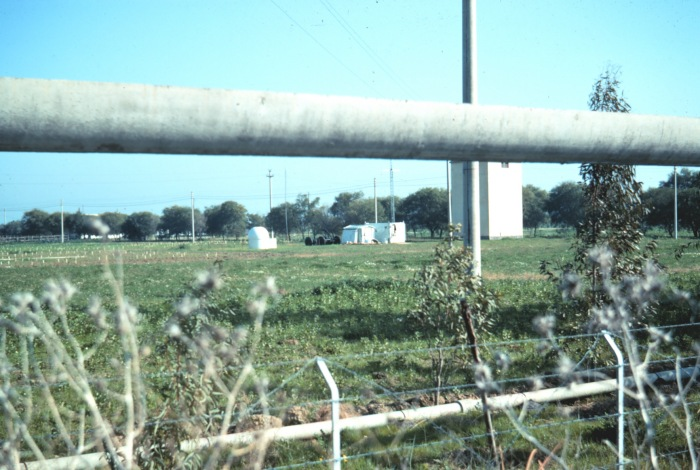
Oberirdische Pipeline

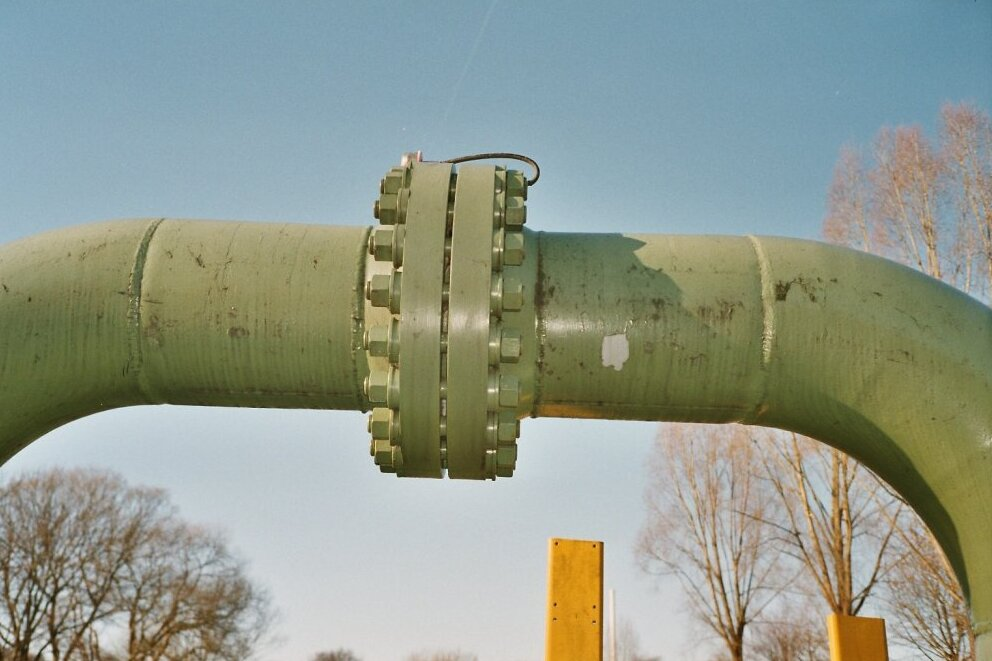
Flansch-Verbindung einer Pipeline, geschraubt, mit elektrischem Kontaktbügel (oben)

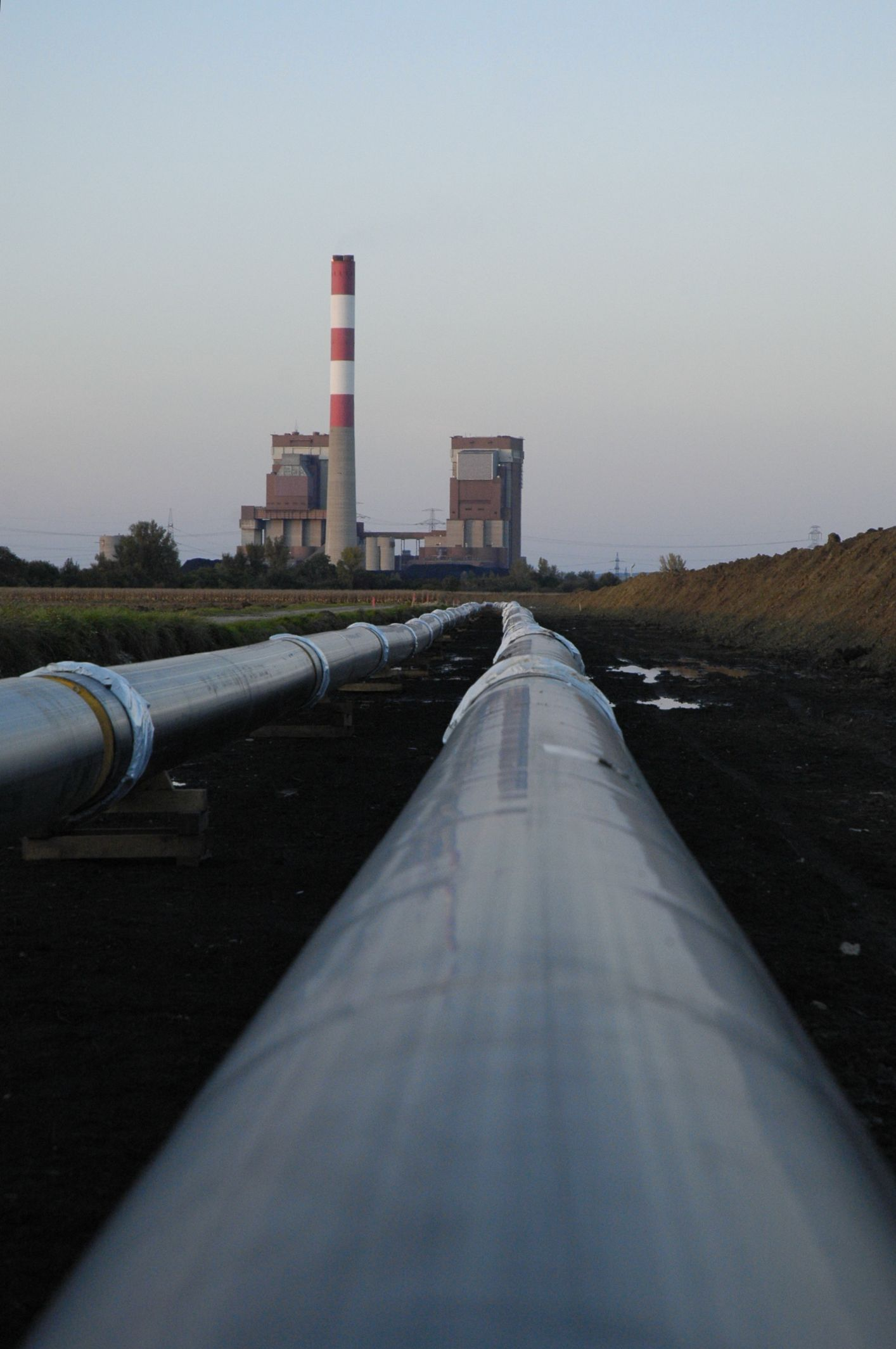
Fernwärmetransportleitung mit einer Länge von 31 km

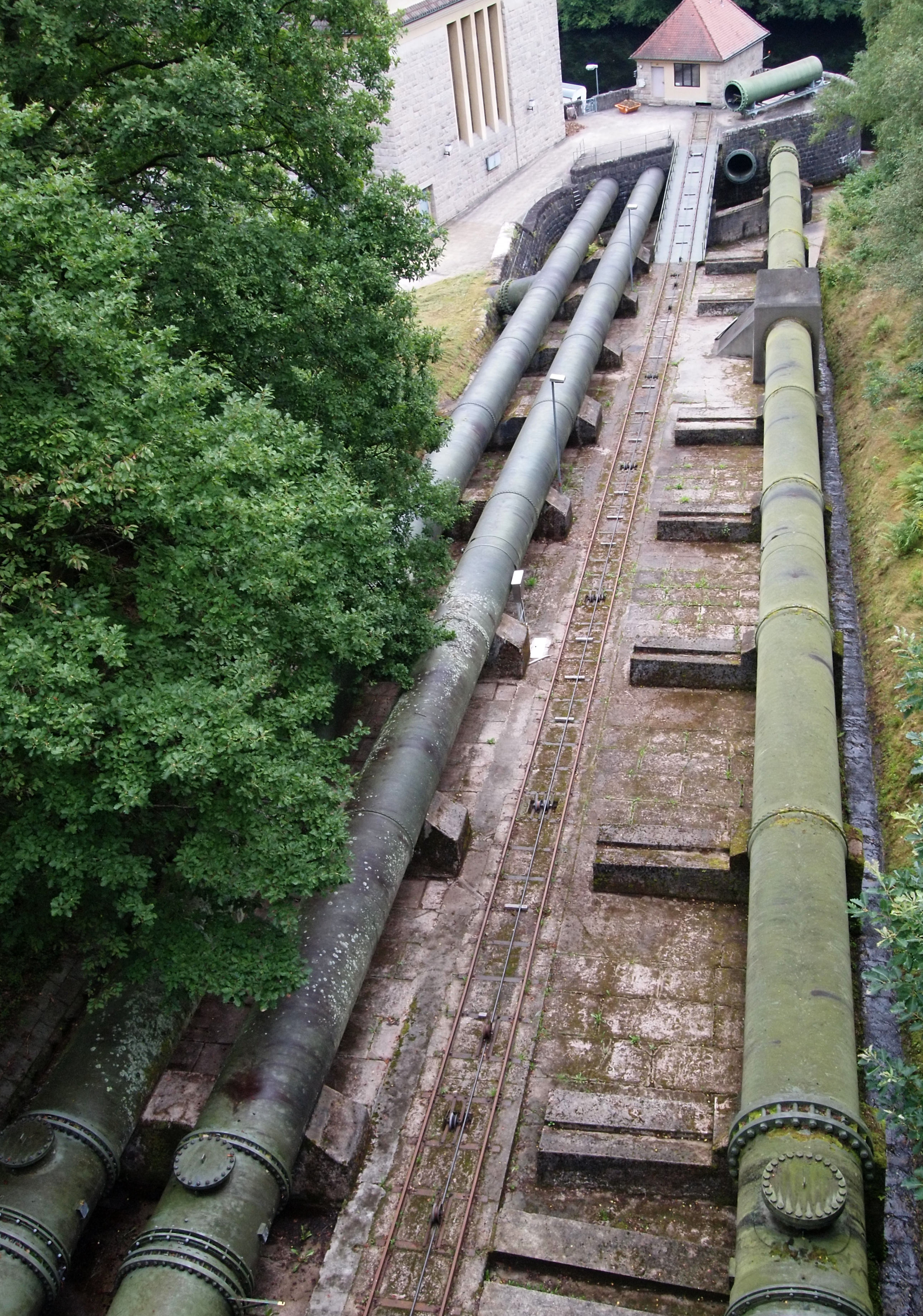
Druckrohre zum Rudolf-Fettweis-Werk

Eine Pipeline (von englisch pipe = Rohr, Röhre, und von line = Linie, Leitung, Verbindung) ist eine Fernleitung für den Rohrleitungstransport von Flüssigkeiten (z. B. Wasser oder Erdöl) oder Gasen (z. B. Erdgas oder Kohlenstoffmonoxid), seltener auch Schlämmen (z. B. Kohle oder Eisenerz mit Wasser vermengt).
Beim Öl- und Gastransport werden Pipelines über weite Entfernungen eingesetzt. Hier sind sie trotz hoher Baukosten wirtschaftlicher als der Transport mit Tankwagen oder der Eisenbahn. Einige Leitungen sind mehrere tausend Kilometer lang, z. B. das Druschba-Öl-Pipeline-System von Sibirien nach Mitteleuropa oder die „Keystone“-Öl-Pipeline von Alberta in die Mitte der USA.

## Technik
Überlegungen zum Bau von Pipelines sind nichts Neues: Schon Anfang des 17. Jahrhunderts wurden im österreichischen und bayrischen Alpenraum Soleleitungen von den Gewinnungs- zu den Siedestätten gebaut. 1665 schlug der damalige Universalgelehrte Athanasius Kircher den Bau einer bleiernen Rohrleitung zwischen einer Ölquelle und einer „ewigen Flamme“ vor.
Der Transport von flüssigen wie auch gasförmigen Fluiden durch Rohre erfordert einen Pumpenergieaufwand gegen den energieaufzehrenden Strömungswiderstand. Nur in besonderen Anwendungsfällen fließt ein Medium alleine schwerkraftgetrieben, typische Beispiele sind Wasser aus der Quelle am Berg oder aus einem hochgelegenen Reservoir talwärts, Erd- oder Stadtgas (leichter als Luft) auch in Leitungen mit sehr geringem relativen Ausgangsdruck in hohe Häuser oder Stadtgebiete. Wird ein spezifisch schweres Medium über einen Berg gepumpt, muss mehr als der der Höhendifferenz entsprechende hydrostatische Druck aufgewendet werden, der sich jedoch beim Hinunterströmen im Rohr wieder aufbaut. Um tiefliegende Leitungen dahinter vor Überbeanspruchung zu schützen, muss übermäßiger Druck durch Drosseln oder Druckregler abgebaut werden, wenn nicht – wie in Österreich um 2010 – Gefällekraftwerke in Pipelines eingebaut werden.
Der Transportenergieaufwand pro Entfernung steigt mit der Durchsatzrate in einem konkreten Rohr und sinkt mit dem Rohrdurchmesser (typisch 20–120 cm) bei festgelegtem Durchsatz. Ein Rohr mit größerem Durchmesser braucht für gleiche Druckfestigkeit auch eine größere Wandstärke und hat daher quadratisch höhere Materialkosten. Häufig werden zwei (oder mehr) Rohrstränge etwa gleichen Durchmessers verlegt, da bei einer Beschädigung, die lokal nur ein Rohr betrifft, das andere zur Durchleitung noch zur Verfügung steht. Während in Frühzeiten Pipeline-Pumpen (wie auch Ölförderpumpen) überwiegend durch Motoren angetrieben wurden, die ihren Treibstoff der Pipeline entnahmen, kommen heute häufiger wartungsärmere Elektroantriebe zum Einsatz.
Eine langsame laminare Strömung benötigt besonders wenig Antriebsleistung, verursacht jedoch durch ein parabelförmiges Geschwindigkeitsprofil stärker die Vermischung hintereinander abgeschickter Produkte als ein turbulenter Transport mit eher plateauförmiger Geschwindigkeitsverteilung. Stärkere Wirbel in der Strömung fördern das erwünschte Mitnehmen von Staub und Körnern aus dem Rohr; Ablagerungen müssen per Molch oder durch einen hohen Durchfluss entfernt werden.
Druckrohrleitungen sind nicht auf natürliches Gefälle angewiesen. Das Medium wird durch den Überdruck in der Leitung transportiert. Ein klassisches Beispiel sind innerstädtische Wasserversorgungen, bei denen der notwendige Überdruck durch Pumpen oder Wassertürme bereitgestellt wird. Druckrohrleitungen benötigen einen geringeren Durchmesser als Freispiegelleitungen zur Durchleitung des gleichen Volumenstroms, da der gesamte Querschnitt genutzt wird.
Freigefälledruckleitungen nutzen das natürliche Gefälle aus und benötigen daher zum Betrieb keine externe Energie. Im Gegensatz zu Freispiegelleitungen ist jedoch kein gleichmäßiges Gefälle notwendig. Die Leitung kann auch Hoch- und Tiefpunkte durchlaufen.
In Druckentwässerungssystemen können Druckrohrleitungen mit stärkeren und abrupteren Fließrichtungsänderungen als Freispiegelleitungen verlegt werden. 90°-Bögen sind in der Regel möglich, während als horizontale Freispiegelleitung ausgeführte Abwasserleitungen höchstens im Winkel von 45° abbiegend verlegt und/oder Richtungsänderungen als Schachtdurchführung ausgeführt werden.

### Erdölpipelines
An der Kopfstation einer Erdölpipeline gibt es normalerweise ein Tanklager, das als Zwischenpuffer für die zu transportierenden Erdölmengen fungiert, da der Abfluss hier eher langsam erfolgt: Bei Erdöl beträgt die Transportgeschwindigkeit typischerweise 3–5 km/h, also etwa Fußgängertempo. Bei den genannten Leitungslängen ergeben sich damit erhebliche Transportzeiten, die aber im Vergleich zu einem (oft vorangegangenen) Seetransport nicht negativ ins Gewicht fallen.
Das Erdöl wird durch Kreiselpumpen unter Druck und damit in Bewegung gesetzt, wobei angesichts der Rohrdurchmesser, der Distanzen und der Zähigkeit des Mediums Leistungen von mehreren 100 kW und mehrere hintereinander geschaltete Einzelpumpen benötigt werden.
Zusätzlich kann die Pipeline auf ca. 50 bis 70 Grad Celsius beheizt (und rundum wärmeisoliert) werden, um die Viskosität des Transportguts zu senken. Mit einer Länge von 1.443 km würde die 2022 geplante East African Crude Oil Pipeline (EACOP) die längste beheizte Öl-Pipeline der Welt werden.
Da es verschiedene Ölsorten und unterschiedliche Abnehmerwünsche gibt, muss danach getrachtet werden, verschiedene Chargen in der Durchleitung getrennt zu halten. Mehrere getrennte Lagertanks am Beginn um am Ende der Leitung sind dienlich. Einmal können parallel laufende Röhren einer Pipeline für völlig getrennten Transport von Sorten genutzt werden. Schickt man als Abschluss einer Charge einen Trennmolch mit durch einen Rohrstrang, erreicht man eine sehr gute Trennung. Kosten entstehen für Apparat, das Handling und extra Energieaufwand. Mit der Strategie, möglichst große und in der Zusammensetzung möglichst ähnliche  Chargen hintereinanderzureihen kann die unerwünschte Auswirkung der Vermischung auch ohne Trennmolch relativ gering gehalten werden. 
Aufwändige Optimierungssoftware kann heute helfen, die Interessen von Öllieferanten, Pipelinebetreibern und Abnehmern aufeinander abzustimmen.
Durch ferngesteuerte Schieber kann der Inhalt nach Wunsch in Abzweigungen zu bestimmten Abnehmern längs der Leitung geschickt werden. Allgemein wird dieser laufende Pipelinebetrieb komplett von einer Fernsteuerzentrale ferngesteuert und -überwacht.
Obwohl die Entwicklung industrieller Pipelines kurz nach der ersten kommerziellen Ölbohrung durch Edwin Drake begann und damit eng mit der Förderung von Erdöl verknüpft war, wird die oben beschriebene Technik heute generell für Pipelines eingesetzt.
Neben den in der Einleitung erwähnten gibt es weitere Öl-Pipelines über mehr als tausend Kilometer, z. B. die Trans-Alaska-Pipeline, die mit 1980 km lange Niger-Benin-Pipeline als längste afrikanische Leitung oder die (geplante) EACOP über mehr als 1.400 km von Ölfeldern in Ostafrika am ugandischen Albertsee durch Tansania an die Ostküste Afrikas zum Indischen Ozean.

### Gaspipelines
Gaspipelines weisen grundsätzlich eine ähnliche Technik wie Öl-Leitungen auf, statt von Pumpstationen spricht man hier jedoch von „Verdichterstationen“, da durch die hohe Kompressibilität von Gas mit der Beaufschlagung von Druck (um den Strömungswiderstand zu überwinden) im Fall von Gas stets eine starke Vergrößerung der Dichte einhergeht. Gaspipelines haben durch eine gewisse Variationsmöglichkeit des Betriebsdrucks über ihr Volumen auch eine Speicherfunktion. Bei einem – großen – Leck strömen allerdings rasch größere Gasmengen aus, auch wenn die Einspeisung gestoppt wird. Vergleiche dazu die  Zerstörung von 3 Strängen der Nord-Stream-Pipelines in 2022.

### Kapazitäten
Die Angabe der Transportkapazität von Gaspipelines erfolgt in mn³/h (Normkubikmeter pro Stunde).
Mit einem (Innen-)Durchmesser von 32 Zoll (81 cm) transportiert z. B. die Erdgasleitung von Fahud nach Suhar (Oman) täglich 22,8 Millionen m³ Erdgas über eine Entfernung von 305 km. Die 700 km lange Gas-Pipeline zwischen Saih Nihayda und Salalah (ebenfalls in Oman) transportiert mit einem 24″-Durchmesser (61 cm) pro Tag 5 Millionen m³ Gas.
Die 28″-(71-cm)-Erdölpipeline Wilhelmshaven–Wesseling hat eine Jahreskapazität von 15,5 Mio. Tonnen.

## Offshore
Als Offshore-Pipelines (vor der Küste) bezeichnet man Leitungen, die zum großen Teil unter Wasser auf dem Ozeanboden verlaufen. Beim Bau werden längere Rohrstücke an Bord eines Spezialschiffes zur Pipeline zusammengeschweißt, von wo aus sie in weitem Bogen bis zum Grund des Meeres hinunterhängt. Damit sie besser absinkt, wird sie teilweise mit einer Betonschicht beschwert, die mit einer Armierung aus Drahtgeflecht versehen ist. Zur Biege-Entlastung zieht das verankerte Fahrzeug mit einem Tensioner – einer Spann- und Vorschubvorrichtung ähnlich zwei Raupenketten – an der Pipeline. Dieser Tensioner spannt die Pipeline ein und kann sie unter Zugbelastung axial verschieben. Er gleicht mit einer intelligenten Steuerung auch die axialen Schwingungen aus, die der Seegang in die Pipeline einleiten könnte.
Wenn die Pipeline in horizontaler Lage gefertigt wird, führt man sie auf Rollen über eine kreisbogenförmige Stützkonstruktion, genannt Stinger, und nennt dies – entsprechend der S-Kurve des Rohres – das „S-Verfahren“ (englisch S-Lay). Wenn die Pipeline in geneigter Position gefertigt wird, um ein Biegemoment am Schiff zu vermeiden, ist nur ein sehr kurzer Stinger oder gar keiner nötig, und man nennt dies das „J-Verfahren“ (englisch J-Lay). Für das Verlegen werden Rohrleger, also spezielle Arbeitsschiffe, verwendet, wie beispielsweise die Castoro Sei (S-Lay), die Saipem 7000 oder die DCV Balder (beide J-Lay). Der größte Rohrleger der Welt ist die Pioneering Spirit, bis 2014 war es die Solitaire.
Bei der „Reel-Barge-Methode“ oder „R-Verfahren“ (englisch R-Lay) werden längere Rohrleitungsabschnitte in aufgerollter Form angeliefert und abgespult. Ein gefürchteter Schadensfall ist beim Verlegen einer Pipeline das Biege-Beul-Versagen (englisch buckling), wobei in größeren Meerestiefen der große hydrostatische Druck die Pipeline zusammendrückt. Schlimmstenfalls kann sie auch mit Meerwasser volllaufen und ihr effektives Gewicht vervielfachen (englisch wet buckling).
Offshore-Pipelines überbrücken nicht nur Meere, wie zum Beispiel die Transmed oder die GALSI, sondern sie verbinden auch Offshore-Öl- und Gasfelder mit dem Festland, wie beispielsweise die Pipeline Ekofisk-Emden (Europipe).
1944 bauten britische Ingenieure zwei unterseeische Pipelines von Großbritannien nach Nordfrankreich, um Kraftstoff für den schnellen Vormarsch der Westalliierten durch Frankreich in Richtung Front zu transportieren, da geeignete Häfen für große Tankschiffe zu dieser Zeit noch nicht in alliierter Hand waren (siehe Operation PLUTO).

## Pipelines an Land

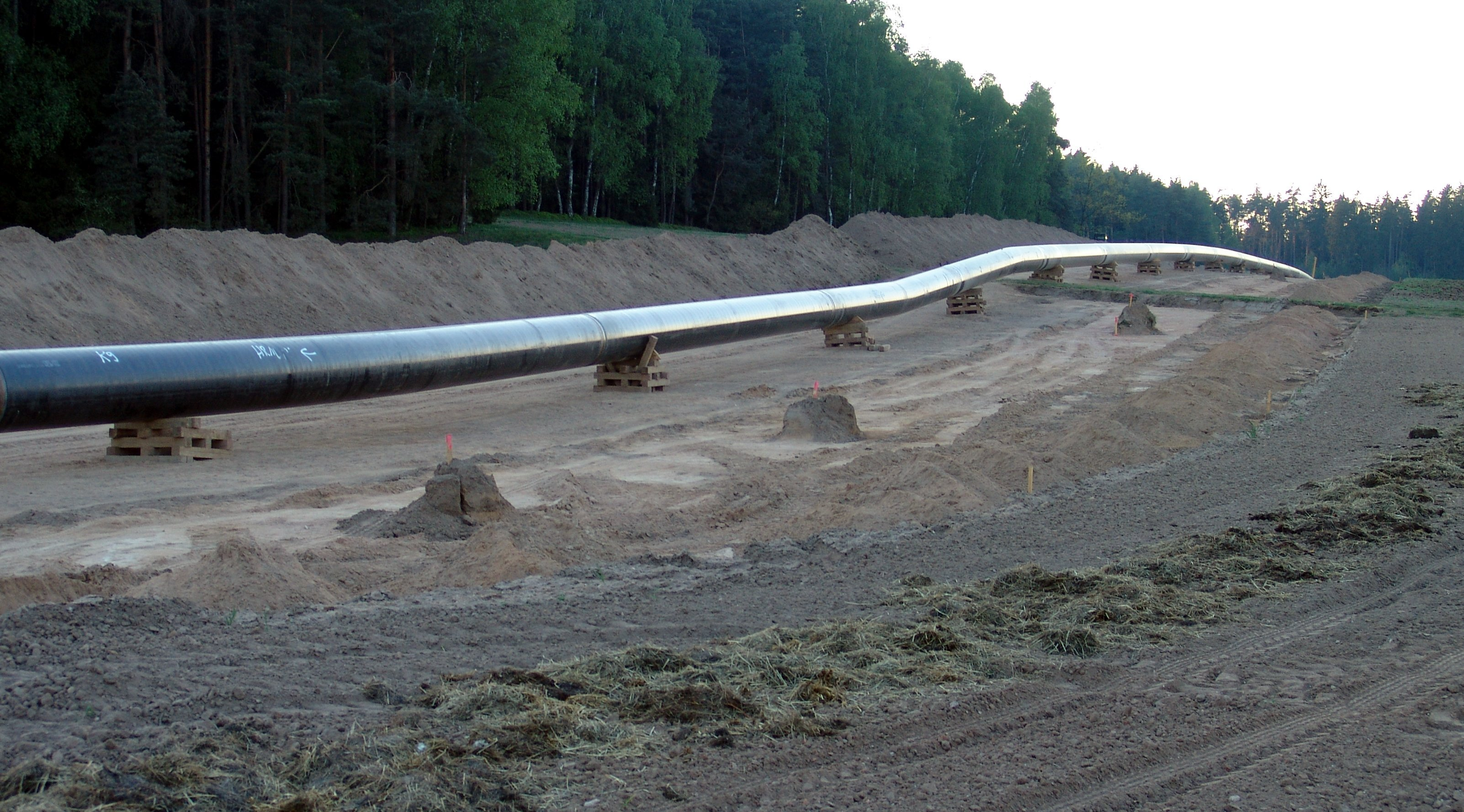
Pipeline im Bau

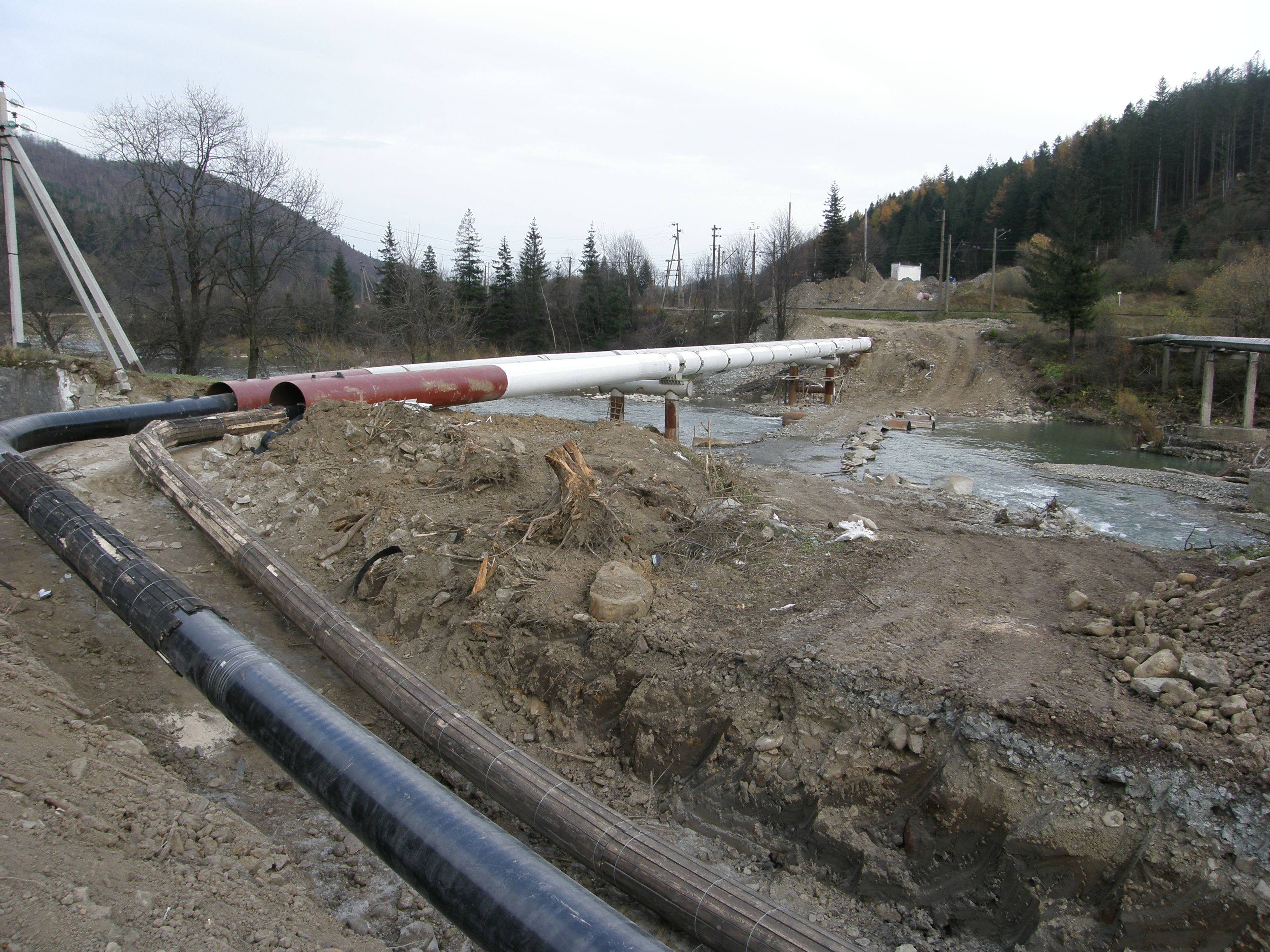
Pipelinebau bei Skole/Ukraine

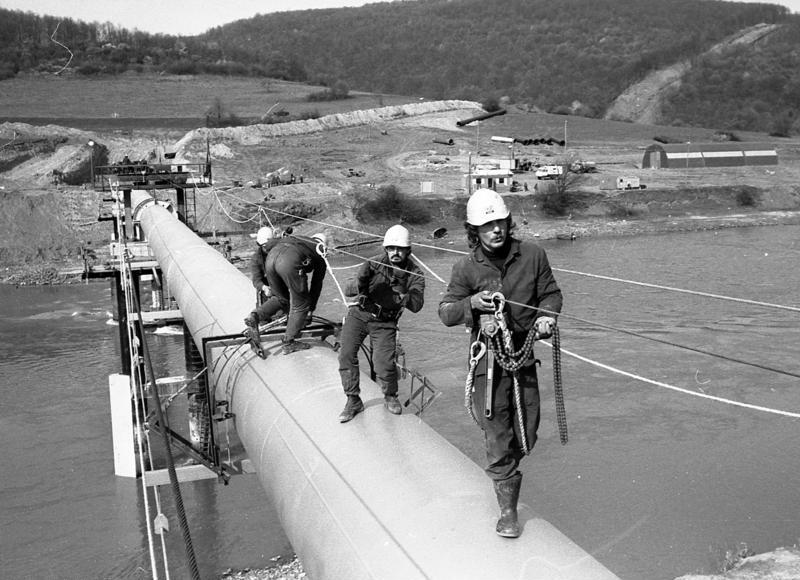
Erdgastrasse Urengoi-Ushgorod im ukrainischen Oblast Iwano-Frankiwsk (1983)

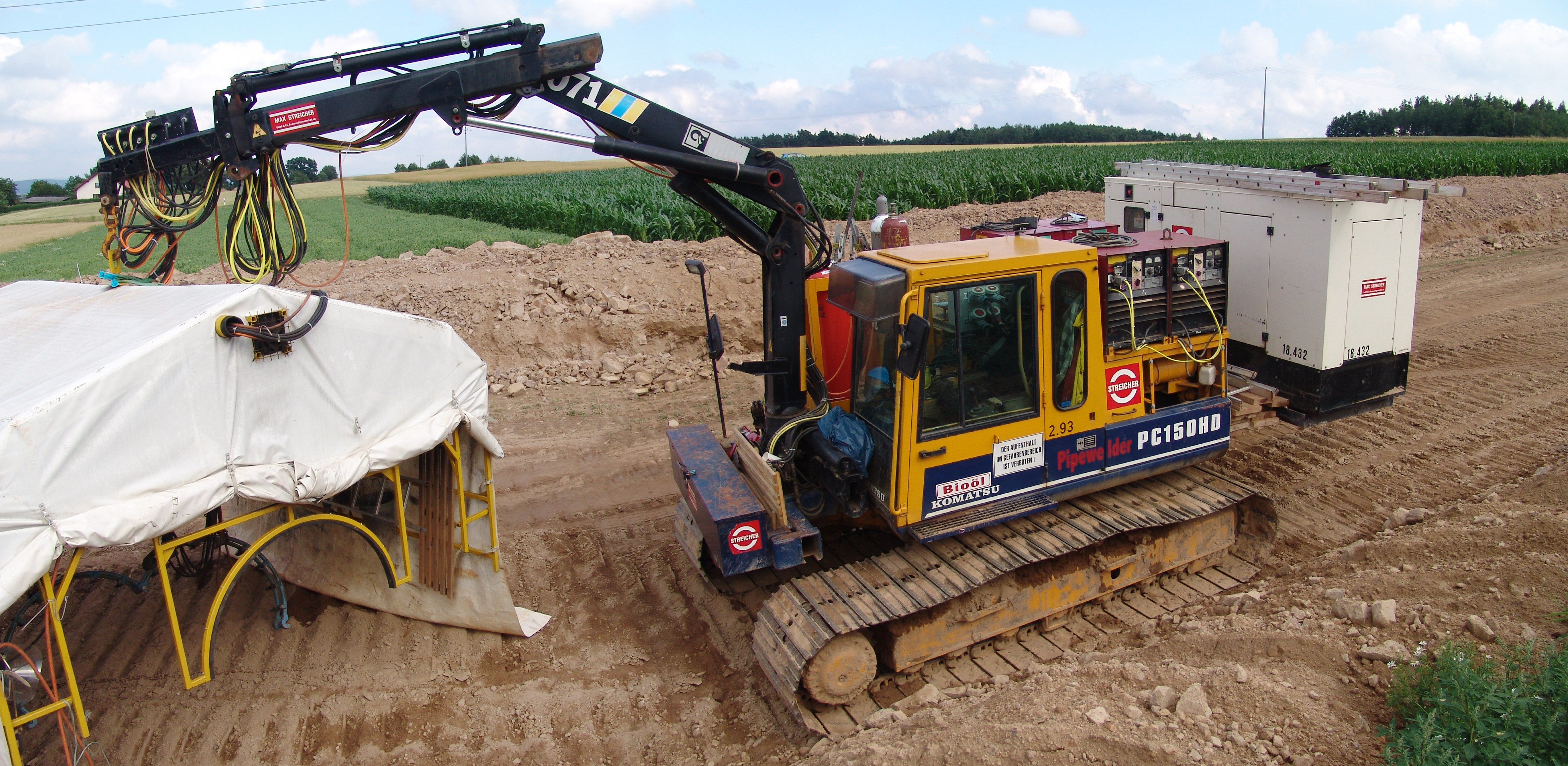
Ein Schweißraupenfahrzeug der Firma Streicher. Am Heck befinden sich die Schweißstromquellen, die über den Ausleger mit dem Schweißzelt elektrisch verbunden sind

Auch der Bau von Pipelines an Land ist hoch mechanisiert, mit diversen Spezialmaschinen (ähnlich oben) zum Ausheben des Grabens, in den die Leitung verlegt wird, zum Verlegen und zum Zusammenfügen der Leitungsstränge. Vor dem Verlegen der Leitungen werden Stücke von etwa 500 m Länge zusammengeschweißt und die Schweißnähte getestet.
Eine Besonderheit ergibt sich bei der Querung von Straßen oder Wasserwegen. Während man bei Straßen eine entsprechende Bohrung (Bohrpressung) unter der Fahrbahn durchtreibt, verwendet man bei nicht zu breiten Wasserläufen Düker.
Flüsse und Täler, aber auch Wege, besonders in Chemiewerken, können auch mit Rohrbrücken überwunden werden. In manchen Fällen, wie dem Grazer Gasrohrsteg, führt ein für eine Stadtgas-Leitung gebauter Steg – über die Mur – auch einen Geh- und Radweg.

## Sicherheit
Pipelines arbeiten oft mit so hohen Drücken, dass das Pipelinematerial (z. B. Stahl) bei gleichzeitiger Einwirkung von Zusatzbelastungen an seine Belastungsgrenzen kommen kann. Dadurch kann eine unter Umständen vorhandene starke Korrosion in extremen Fällen bis zu einem Versagen der Leitung führen. Zusätzliche Belastungen können punktuelle Ereignisse wie Druckstöße (und deren Reflexionen und Überlagerungen damit) darstellen. Und nicht zuletzt können externe Ereignisse (Baggerarbeiten über der Leitung, ohne dass die Baumannschaft von der Gefahr weiß; Bergbau in der Umgebung) Risiken bedeuten, die Leitungen sind schließlich typischerweise in Tiefen von 0,8 bis 2 m vergraben. Dies alles muss einerseits bei der Planung und andererseits im Dauerbetrieb beachtet werden.
Das Risiko ist auch vom transportierten Material abhängig. Brennbare Gase ergeben ein höheres Explosionsrisiko, aber ein kleineres in Hinsicht auf Umweltverschmutzung; bei Rohöl ist es genau umgekehrt. Besonders in Ländern wie Russland (Gas und Rohöl) und Nigeria (Rohöl) sind viele Unfälle vorgekommen, mit teilweise hohen Opferzahlen, großen Zerstörungen und erheblichen Umweltschäden. Mitte 2006 sind auch Unfälle in Alaska geschehen, bei denen die unten besprochenen Vorsorgemaßnahmen offensichtlich gar nicht oder ungenügend durchgeführt wurden.
In der Praxis hat es auch in Deutschland diverse Unfälle mit Leitungsplatzern gegeben, die aber noch zu keinen größeren Verlusten bzw. Verunreinigungen geführt haben. Die Schwachstellen dabei waren beispielsweise Schweißnähte bei längsgeschweißten Rohren, aber auch bei Rohrkrümmern. Bei Drucktests und Molchuntersuchungen (s. u.) wurden schon einzelne Rohre gefunden, die so beschädigt bzw. korrodiert waren, dass sie etwas später auch im Betrieb hätten versagen können.
In der Planung müssen sämtliche Betriebsfälle hinsichtlich Maximaldruck incl. Druckstoßbelastungen berücksichtigt werden. Dies führt insbesondere zur Auslegung der Wanddicken der verwendeten Rohre. Am Anfang, direkt hinter den Druckerzeugern (Pumpen bzw. Verdichter), die das Transportgut durch die Leitung drücken, tritt typischerweise der höchste Druck auf, also ist hier im Normalfall die größte Wanddicke notwendig. Zum Ende der Leitung hin kann man die Wanddicke meist verringern, was nicht zuletzt ein Kostenfaktor ist. Aber auch hier muss die etwaige Druckstoßbelastung durch zufahrende Schieber o. ä. beachtet werden. Dies bedingt also zusätzliche Verstärkungen in der Nähe solcher Installationen, bei Pumpstationen, aber auch in stärkeren Krümmungen. Bei Pipelines, die starke Höhenunterschiede (z. B. im Gebirge) aufweisen, muss ebenfalls die Wandstärke entsprechend erhöht werden.

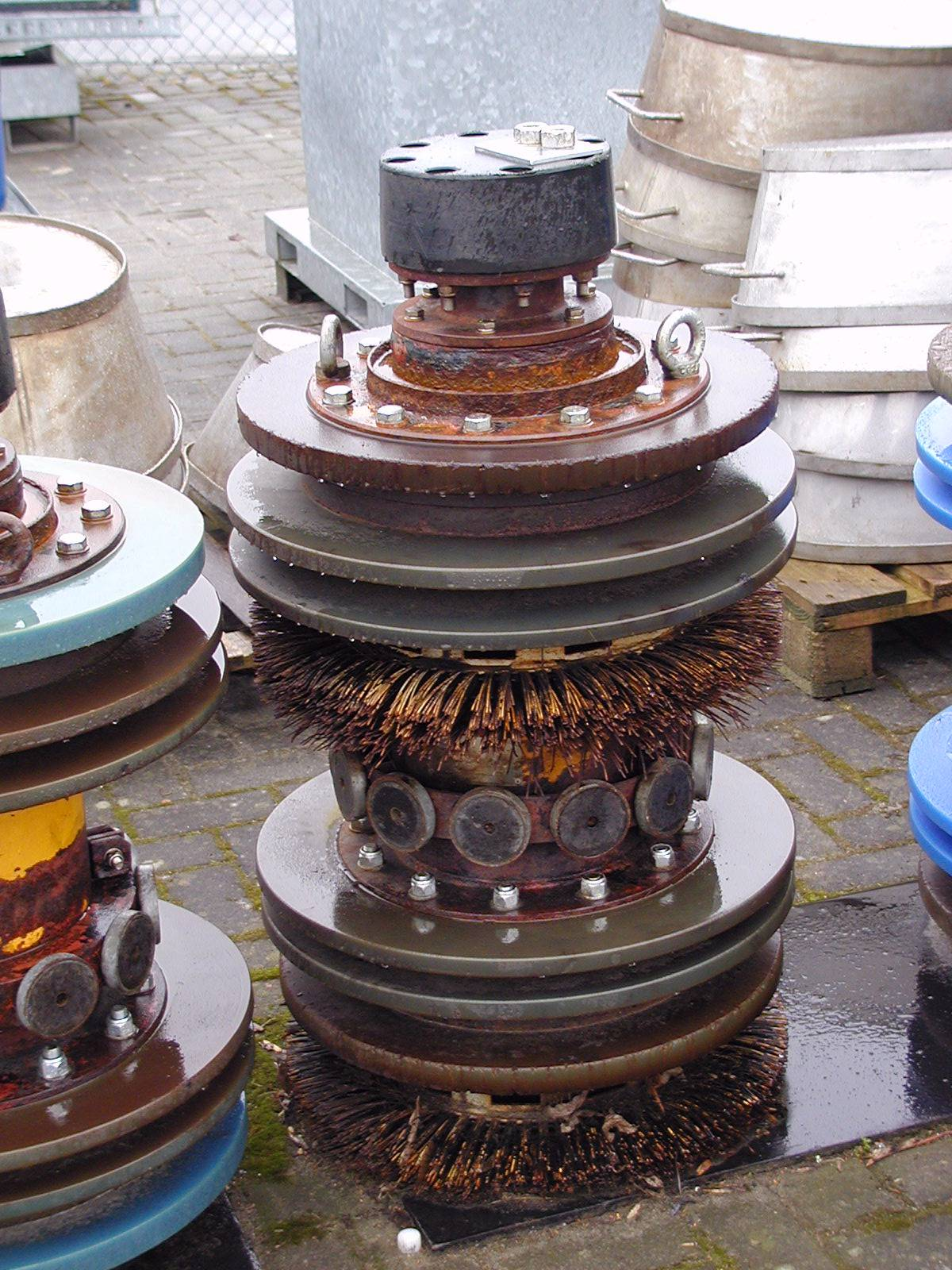
Reinigungsmolch mit Bürstenkranz und Kunststoffmanschetten

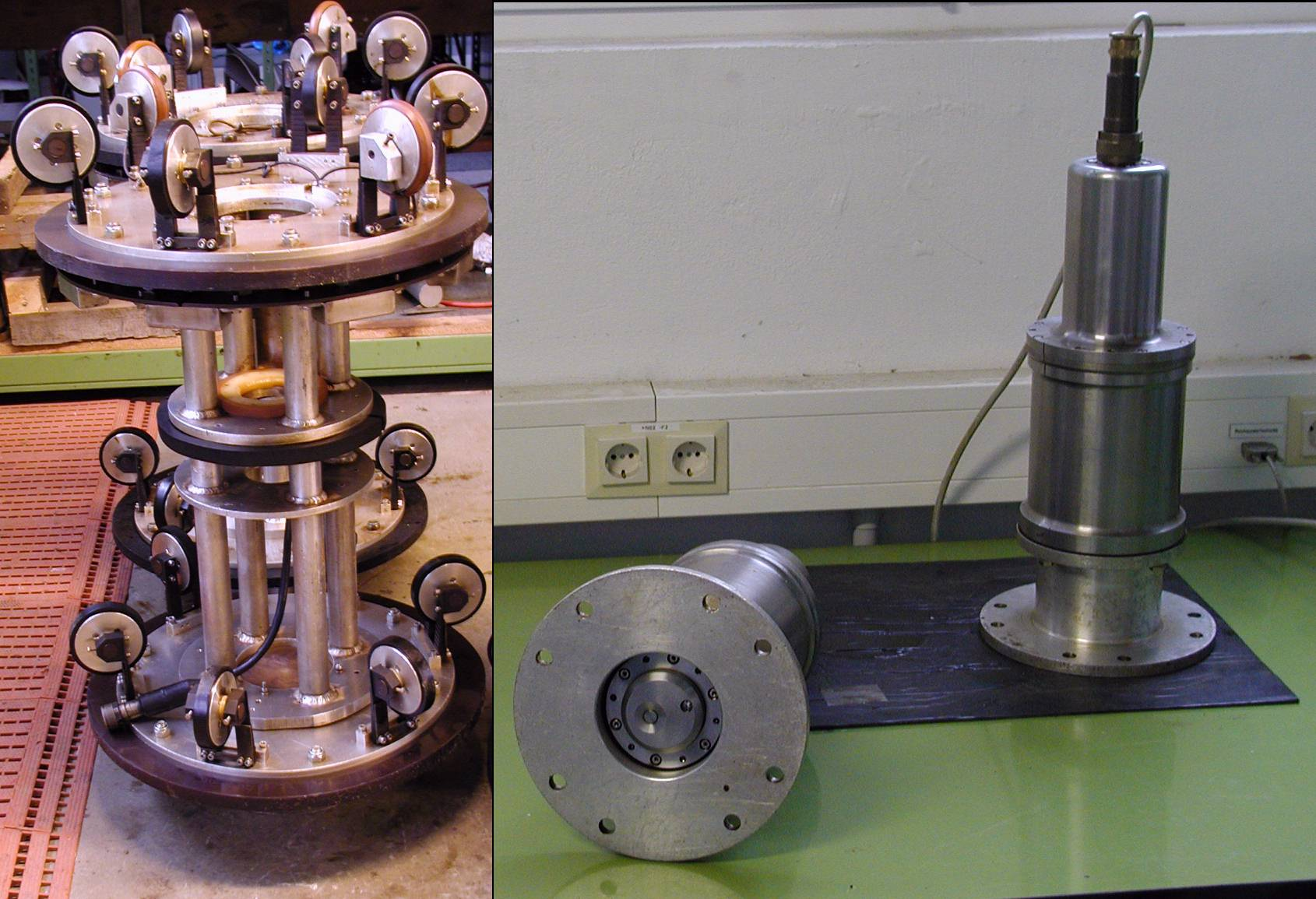
Rissprüfmolch mit einzusetzendem Ultraschallmesskopf

Im Betrieb muss man einerseits kontinuierlich den Zustand der Leitung selbst überwachen, also vor allem Korrosion in jeder Form und an jedem Einzelelement, andererseits die genannten externen Risiken:
- Korrosion kann unter anderem durch Reinigung der Leitung von korrodierenden Rückständen vermieden werden, wozu Reinigungsmolche eingesetzt werden.
- Korrosion wird am elegantesten mit zerstörungsfreier Werkstoffprüfung überwacht. Dazu benutzt man spezielle Wanddickenmessmolche oder z. B. im Falle von Spannungsrisskorrosion auch Rissprüfmolche, deren typische Inspektionsintervalle von einem Jahr (z. B. Offshore-Leitungen mit stark korrosiven Betriebsbedingungen) bis hin zu mehreren Jahren (im Falle weniger Fehleranzeigen) reichen können.
- Eine Vorbeugung gegen Korrosion wird z. B. durch gute Beschichtung (ggf. innen anders als außen) der Leitung sowie im Betrieb z. B. durch kathodischen Korrosionsschutz erreicht, der seinerseits einer kontinuierlichen Überwachung bedarf. Dazu muss z. B. im Jahresabstand der Spannungspegel am Rohr an ausgewählten (und dafür eingerichteten) Messstellen entlang der Leitung gemessen werden und ggf. die Stromzufuhr angepasst werden. Bei besonders korrosiven Produkten kann es auch notwendig werden, solchen kathodischen Korrionsschutz auch innerhalb des Rohres vorzunehmen, was allerdings dann beim Molchen stört.
- In noch größeren Abständen (mehrere Jahre) kann auch ein Drucktest durchgeführt werden, bei dem die Leitung geleert wird und dann mit Wasser gefüllt und auf einen Druck jenseits des maximalen Betriebsdrucks gebracht wird. Im Extremfall kann dann ein vorgeschädigtes Rohr platzen und muss dann ersetzt werden. Da bei einer derartigen Druckprüfung ein Schaden nicht restlos auszuschließen ist, kann die Druckprüfung nicht mit Luft (Gefahr einer explosionsartigen Leitungszerlegung mit Trümmerflug) oder Betriebsmedium (Gefahr von Umweltschäden) durchgeführt werden.
- In der Betriebszentrale einer Pipeline wird der Zustand kontinuierlich überwacht, um vor allem plötzliche Druckabfälle, die auf ein Leck hindeuten, zu erkennen. Zusätzlich wird meist eine Mengenbilanzierung durchgeführt, die die am Anfang eingespeiste mit der am Ende ankommenden Menge vergleicht und bei einer Abweichung Alarm auslöst.
- Zum Schutz gegen externe Beschädigungen werden Leitungen durch Trassengänger und/oder durch z. B. wöchentliche Befliegung der Trasse mit Flugzeugen oder Hubschraubern beobachtet. Aus der Vogelperspektive lassen sich auch kleine Lecks durch etwaige geringe Bodenverfärbungen erkennen, die vom Boden aus betrachtet gar nicht auffallen würden. Ebenso erkennt man hier die Einrichtung von Baustellen und kann vor Ort nachfragen, ob man dort über die Verhältnisse informiert ist und eine Genehmigung vorliegt.

Am Dienstag, den 4. Februar 2014, verunglückte ein Helikopter in der Nähe von Langenfeld in Nordrhein-Westfalen nach der Kontrolle einer Baustelle an einer Pipeline. Die beiden Insassen blieben unverletzt.
- Besondere Vorkehrungen sind in sog. Bergsenkungsgebieten zu treffen. Das sind Regionen wie das nördliche Ruhrgebiet, wo intensiver, bodennaher Bergbau stattgefunden hat, und jetzt der Erdboden großflächig und langsam (manchmal aber auch ruckartig) nachgibt und sich absenkt. Dadurch wird eine im Boden liegende Pipeline natürlich mitgezogen, sie hängt in Folge durch und wird eigentlich zu kurz. Bei anderer Art der Bodenbewegung kann es genauso zu einer Stauchung der Leitung kommen. Manche Pipelinebetreiber beschäftigen daher eigene Landvermesser, um solche kritischen Bereiche kontinuierlich zu überwachen. Wenn ein gewisses Maß überschritten ist, muss die Leitung aufgegraben und durchgeschnitten werden und dann ein entsprechendes Stück eingesetzt bzw. herausgeschnitten werden.

Der bisher folgenschwerste Pipeline-Unfall in Deutschland ereignete sich an einer Erdöl-Fernleitung in Sachsen-Anhalt im Jahre 1993. Am 26. August 1993 bildete sich an der Erdölleitung Spergau-Zeitz direkt unterhalb der Querung der Autobahn A 9 ein Leck, durch welches etwa 1 Mio. Liter Rohöl austraten und Bereiche beidseitig der Autobahn kontaminierten. Während der Aufräumungsarbeiten war die Autobahn komplett gesperrt.

## Deutschland

### Rohöl- und Produktenleitungen
Rund 80 % aller in deutschen Erdölraffinerien eingesetzten Rohölmengen werden durch Rohöl-Fernleitungen transportiert. Daneben dienen Fernleitungen auch dem Transport von Halbfertig- und Fertigprodukten (Produktenleitungen) zwischen den Raffineriezentren. Dabei können auch unterschiedliche Mineralölprodukte nacheinander durch dieselbe Pipeline geschickt werden, wobei der Ausschuss durch Vermischung sehr gering bleibt. Das Rohölfernleitungsnetz in Deutschland hat eine Gesamtlänge von 2400 km.
Für Deutschland wichtige Pipelines:

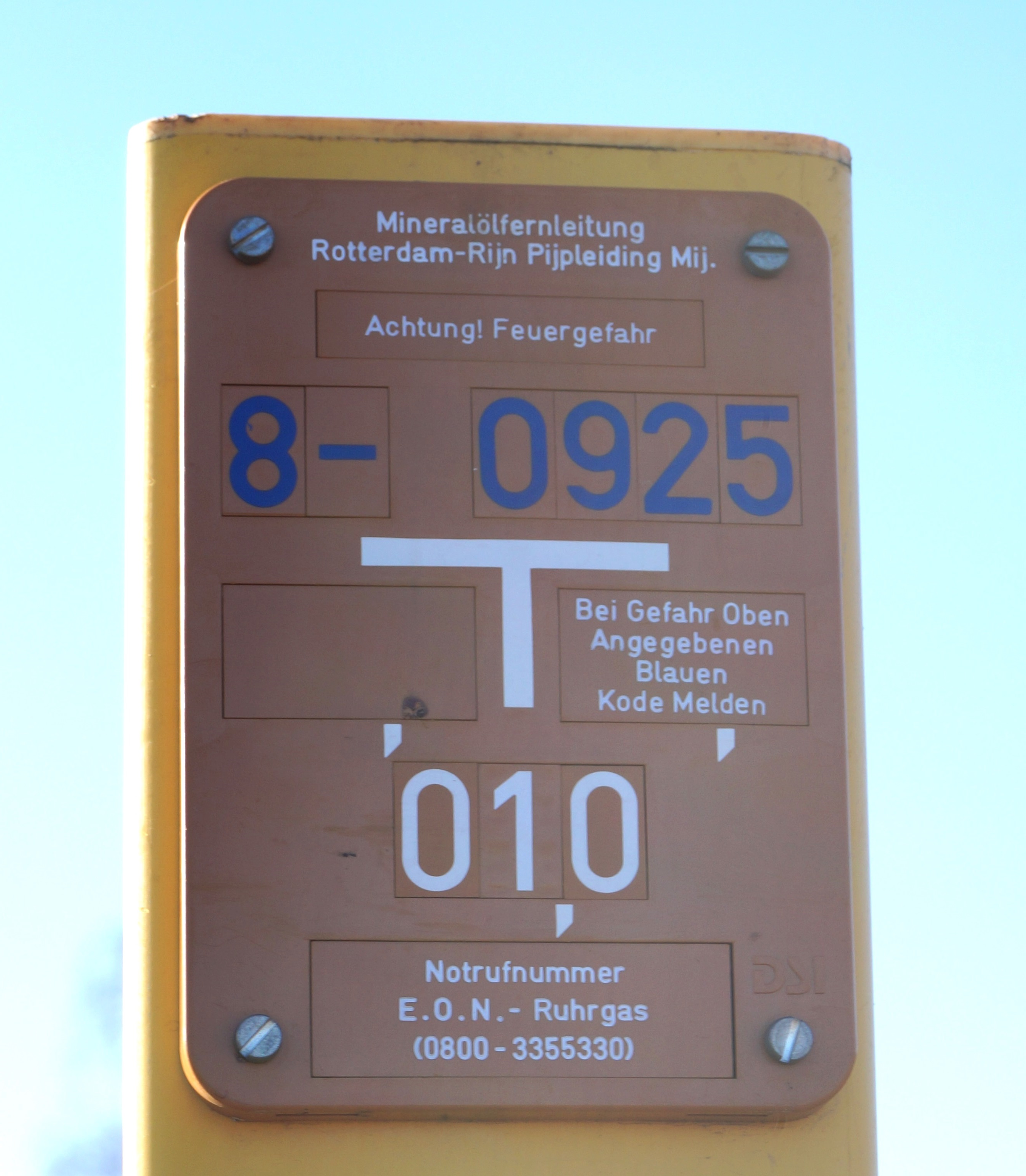
Hinweisschild Mineralölpipeline Rotterdam-Rijn Pijpleiding (RRP) in Korschenbroich

- Norddeutsche Oelleitung (NDO) Wilhelmshaven – Hamburg (144 km Länge, 22″/55 cm Durchmesser)
- Nord-West-Oelleitung (NWO) Wilhelmshaven – Lingen – Gelsenkirchen – Wesseling/Köln (391 km Länge, 28″/71 cm Durchmesser)
- Rohrleitung Rostock-Böhlen (RRB)* Rostock – Böhlen
- Rotterdam-Rijn-Pijpleiding (RRP) Rotterdam – Venlo/NL – Wesel – Wesseling/Köln
- Rhein-Main-Rohrleitung (RMR)* Rotterdam/NL – Ludwigshafen am Rhein
- Société du Pipeline Sud-Européen (SPSE) Fos-sur-Mer/F – Jockgrim – Karlsruhe
- Transalpine Ölleitung (TAL) für Rohöl Triest/I – Ingolstadt – Karlsruhe
- Central European Line für Rohöl (CEL) Genua/I – Vorarlberg – Ingolstadt
- Central Europe Pipeline System* (CEPS) für Mineralölfertigprodukte, in Deutschland betrieben durch die FBG / Fernleitungsbetriebsgesellschaft (insgesamt rund 5.000 km)
- Ethylen-Pipeline Münchsmünster-Gendorf* (110 km, 25 cm Durchmesser), aktuell im Bau ist ein Anschluss zur BASF in Ludwigshafen am Rhein
- Mineralölverbundleitung, welche Anschluss an die mehr als 3000 km lange Erdölleitung Freundschaft hat. Adamowo/RUS – Masyr/BEL – Płock/PL – Schwedt – Spergau
- Ingolstadt–Kralupy–Litvínov Pipeline, auch bezeichnet als Mitteleuropäische Rohölleitung (MERO) (Verbindungsleitung zum Südast der Erdölleitung Freundschaft)

(*) Produktenleitung

### Erdgasleitungen
Wichtige Erdgaspipelines in Deutschland:
- Erdgasleitung Jamal–Europa: Jamal-Halbinsel – Mallnow
- Europipe: Ekofisk – Dornum
- Interconnector
- JAGAL („Jamal-Gas-Anbindungsleitung“)
- MIDAL („Mitte-Deutschland-Gasanbindungs-Leitung“)
- MEGAL („Mittel-Europäische Gasleitung“): Waidhaus – Medelsheim
- NEL („Nordeuropäische Erdgasleitung“): Lubmin – Bremen
- Nord Stream: Wyborg – Greifswald
- OPAL („Ostsee-Pipeline-Anbindungsleitung“): Lubmin – Olbernhau mit benachbarter EUGAL
- Rehden-Hamburg-Gasleitung
- STEGAL („Sachsen-Thüringen-Erdgasleitung“)
- Trans-Europa-Naturgas-Pipeline (TENP): Aachen – Schwörstadt
- WEDAL („Westdeutsche Anbindungsleitung“)

### Ethen-Pipelinesystem
Ein wichtiges Pipelineprojekt in Deutschland ist der Aufbau eines Netzes von Produktenleitungen für Ethen (veraltete Stoffbezeichnung: Ethylen) von Rotterdam über Antwerpen in den Raum Köln und weiter in den Emscher-Lippe-Raum. Die Landesregierungen von Niedersachsen und Schleswig-Holstein unterstützten eine Ethen-Pipeline vom Ruhrgebiet an die deutsche Küste.
Gleichzeitig sollen die nördlich und südlich der Elbe gelegenen Industriestandorte Brunsbüttel und Stade mit einer 54 Kilometer langen Chemie- und Gas-Pipeline verbunden werden. Schleswig-Holstein und Niedersachsen wollen mit der Pipeline die Rohstoffversorgung der Chemieunternehmen an der Küste und damit die Absatzmöglichkeiten für ihre Produkte im deutschen und europäischen Raum verbessern. Die geplante Verbindung ist zugleich ein Element im Chem-Coast-Projekt des Verbands der Chemischen Industrie (VCI). In Stade besteht Anschluss an eine Ethen-Pipeline nach Böhlen in Sachsen. Darüber hinaus ist eine weitere Verbindung von Stade über Wilhelmshaven und Marl nach Gelsenkirchen vorgesehen, wo jeweils große chemische Fabriken bestehen.
Die Ethylen-Pipeline Münchsmünster–Gendorf wurde in den Jahren 1971 und 1972 errichtet und verbindet die petrochemische Anlage Münchsmünster bei Ingolstadt mit Gendorf im Bayerischen Chemiedreieck. Sie wird derzeit um die „Ethylen-Pipeline Süd“ (EPS) von Münchsmünster nach Ludwigshafen am Rhein verlängert.

### Treibstoffversorgung von NATO-Einrichtungen
Für die Treibstoffversorgung von militärischen Einrichtungen der NATO besteht in Mitteleuropa das Pipelinenetz Central Europe Pipeline System (CEPS). Der 2.800 km lange deutsche Teil dieses Netzes wird in Friedenszeiten durch die Fernleitungs-Betriebsgesellschaft mbH (FBG) in Bad Godesberg betrieben. Befördert wird dabei raffinierter Treibstoff und kein Rohöl, überwiegend für zivile Zwecke, etwa für den Flughafen Frankfurt Main.

### Kohlenstoffdioxid-Pipeline
In Deutschland ist ein CO2-Ferntransportrohrleitungsnetz in Planung.

### Sauerstoff-Pipeline

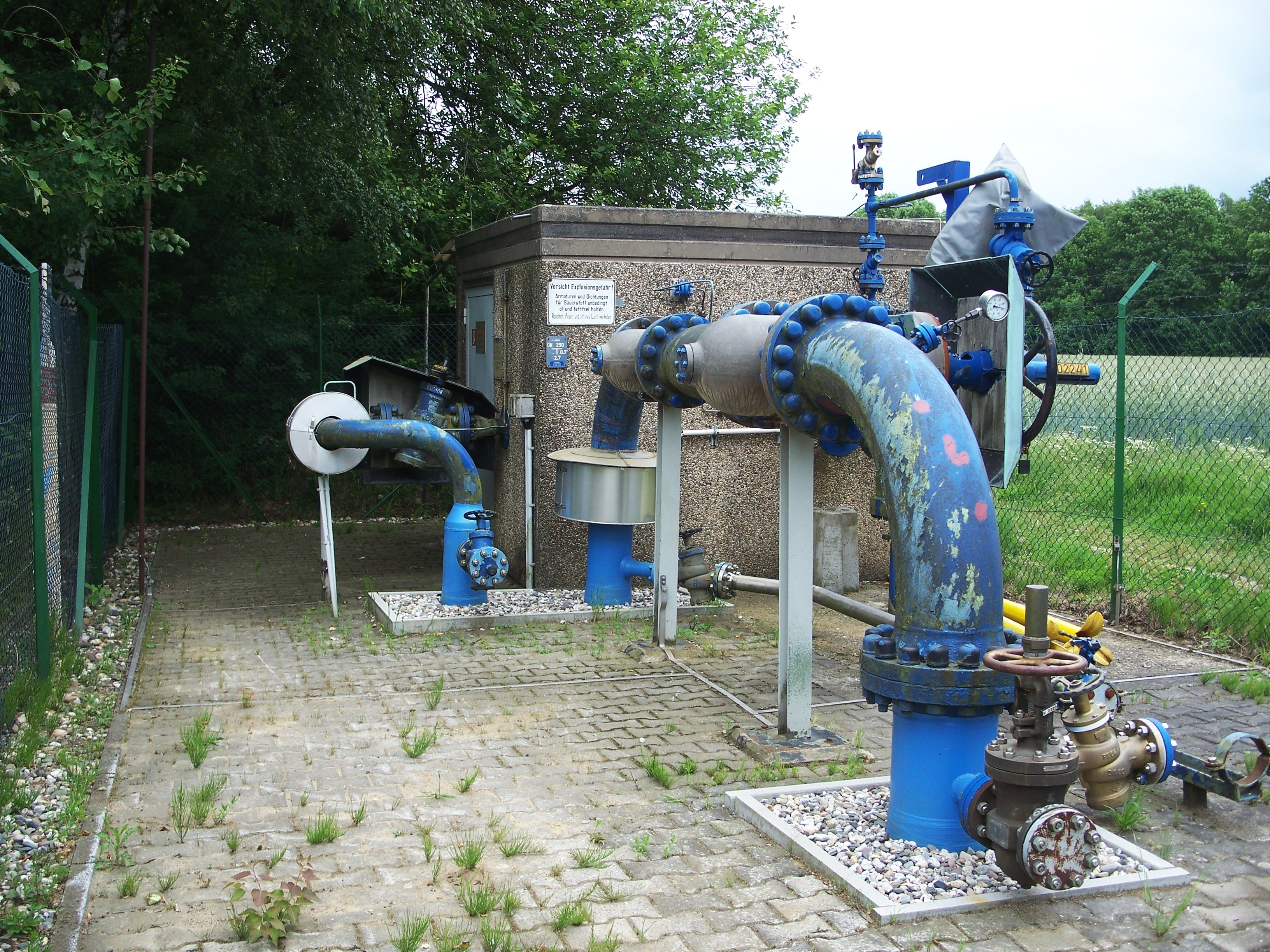
Regelstation der Sauerstoffpipeline Ruhr in Bochum

Entlang der Bahntrassen durch das Ruhrgebiet existiert eine Sauerstoff-Pipeline unter anderem zur Versorgung der diversen Hüttenwerke (siehe z. B. AOD-Verfahren) mit Sauerstoff. Sie ist erkennbar durch die gelben Markierungspfähle mit blauem Schild.

### Wasserstoff-Pipelines

#### Wasserstoff-Pipeline Rhein-Ruhr
Bereits 1938 wurde die 240 km lange Wasserstoff-Rhein-Ruhr-Pipeline in Betrieb genommen, nach dem Zweiten Weltkrieg wurde sie zunächst von den Chemischen Werken Hüls betrieben, die sie an die British Oxygen Company (BOC) verkaufte – mittlerweile wird sie von Air Liquide betrieben.

#### Wasserstoff-Pipeline Rodleben-Bitterfeld-Leuna-Zeitz
In Sachsen-Anhalt besteht ein 90 km langes, gut ausgebautes Wasserstoff-Pipeline-System der Linde-Gas AG in einer Region mit starker industrieller Gasnachfrage zwischen Rodleben-Bitterfeld-Leuna-Zeitz.

## Österreich
In Österreichs Energiewirtschaft spielen Pipelines – sowohl zum Transport von Erdgas als auch zum Transport von Erdöl – eine wichtige Rolle. Österreich dient auch als wichtiges Transitland. Betrachtet man den Pipelinetransport von Gütern als Transportleistung, ist ihr Anteil am gesamten Transportaufkommen (in Tonnen × Kilometer / Jahr) von Gütern (sonst noch auf Straße, Bahn, Gewässer) im europaweiten Vergleich besonders hoch.

### Erdöl
Erdölimporte erfolgen über die Transalpine Ölleitung (TAL), die im Hafen von Triest ihren Ausgang hat und durch Kärnten und Tirol bei Kufstein Deutschland erreicht, wo sie noch bis Ingolstadt führt. Kurz nach der italienisch-österreichischen Grenze bei Arnoldstein zweigt von ihr im oberkärntner Würmlach, bei Kötschach-Mauthen, wo sich auch ein Tanklager befindet, die Adria-Wien Pipeline (AWP) ab, welche zur größten Binnenraffinerie der Welt in Schwechat führt. Diese Raffinerie ist die einzige Österreichs, abgesehen von Kleinanlagen. Die Leitung hat eine Länge von 420 km und überwindet mittels mehrerer Pumpstationen und Tunnel einen Höhenunterschied von 950 m. Über Koralpe und Wechsel pumpt sie 7,5 Millionen Tonnen nach Schwechat zur OMV-Raffinerie. Die Adria-Wien-Pipeline wurde 1970 in Betrieb genommen.
Geplant ist auch seit dem Jahr 2003 eine Verbindungsleitung zwischen der Slovnaft nahe Bratislava und der OMV in Schwechat. Vorgesehen ist eine Länge von etwa 60 km. Damit soll eine Verbindung zu den russischen Erdölvorkommen ermöglicht werden. Allerdings wurde der Bau schon mehrmals verschoben aufgrund von Umweltbedenken, da diese Leitung über die Große Schüttinsel und damit durch die größten Wasserspeicher Europas führen soll und eine Beeinträchtigung der Wasserversorgung von Bratislava und von einem großen Gebiet in der Südwestslowakei befürchtet wird. Eine zuletzt angenommene Fertigstellung von 2012 wird auch nicht zustande kommen.
Die Gesamtlänge der in Betrieb befindlichen Erdölpipelines in Österreich beträgt 663 Kilometer.

#### Pipeline-Kraftwerk
In Österreich wurde ab Frühjahr 2015 das weltweit erste Öl-Pipeline-Kraftwerk gebaut. Die Transalpine Ölleitung (TAL) nutzt auf der Gefällestrecke Felbertauern–Mittersill den Druckaufbau durch die Topologie des Alpenpasses, um jährlich 11,5 GWh elektrische Energie zurückzugewinnen, 1/8 des Pumpaufwandes der gesamten Ölleitung in Österreich.
Seit Herbst 2018 ist das Kraftwerk in Betrieb, die Anlage wurde in einer dichten Wanne errichtet und zum Schutz vor Naturgefahren großteils eingeschüttet. Der Bau dauerte drei Jahre und kostete elf Millionen Euro.

### Erdgas
Durch Österreich verlaufen fünf große Erdgaspipelines:
- Trans-Austria-Gasleitung (TAG): durchquert Österreich von Baumgarten an der March, das direkt an der slowakischen Grenze liegt und einen Verteilungspunkt für das aus Osteuropa kommende Gas darstellt, Richtung Südwesten bis zur italienischen Grenze und stellt eine Verbindung zwischen der Ukraine und Russland im Osten nach Triest, Süditalien und Afrika im Süden her.
- West-Austria-Gasleitung (WAG): beginnt ebenfalls an der slowakischen Grenze bei Baumgarten an der March, verläuft aber über das Wald- und Mühlviertel Richtung Westen, wo sie Rainbach bei Freistadt durchquert und in Oberkappel die Grenze nach Deutschland passiert.
- Hungaria-Austria-Gasleitung (HAG): Verläuft von Baumgarten über das nördliche Burgenland nach Ungarn.
- Südost-Leitung (SOL): Verläuft von Graz (ab TAG) über Straß nach Slowenien.
- Penta-West (PW): verläuft von Oberkappel (Anschluss an die WAG) durch das oberösterreichische Innviertel nach Burghausen in Bayern.
- Eine weitere Pipeline verbindet die Erdgasfelder und -speicher von Auersthal und Tallesbrunn bzw. die Transferstation Baumgarten mittels einer südlich längs der Donau verlaufenden Strecke über Tulln und Amstetten mit Linz, wo die Leitung in das Netz der Oberösterreich Ferngas einmündet.
- Tirol-Italien-Bayern-Anbindungsleitung (TIBAL): Diese in Planung befindliche Leitung soll von Burghausen nach Kufstein geführt werden, von wo der Anschluss an das bestehende Tiroler Leitungsnetz erfolgen soll, und im weiteren Verlauf Richtung Süden durch Osttirol nach Italien geführt werden soll.

Der Knotenpunkt für die wichtigsten Erdgaspipelines in Österreich ist das niederösterreichische Baumgarten an der March, wo seit 1959, als die Förderstelle Zwerndorf erschlossen wurde, aus Osten (hauptsächlich Russland) stammendes Erdgas für den Inlandsverbrauch sowie nach Italien, Slowenien, Kroatien, Deutschland, Frankreich und Ungarn abgezweigt wird. Die Gesamtlänge der Erdgaspipelines in Österreich beträgt 2.722 Kilometer.
Derzeit ist die Nabucco-Pipeline in der Entwicklungsphase, welche zwischen 2010 und 2013 gebaut werden soll und das Verdichterzentrum Baumgarten bei Wien mit Gasquellen aus der Kaspischen Region (Aserbaidschan, Turkmenistan, Kazakhstan etc.) verbinden wird. Dieses 3.200 km lange Pipelineprojekt ist ein prioritäres Infrastrukturvorhaben der Europäischen Union. Als Alternative zur Nabucco-Pipeline wird die derzeit von Gazprom und Eni geplante Pipeline South Stream gehandelt.

### Fernwärme

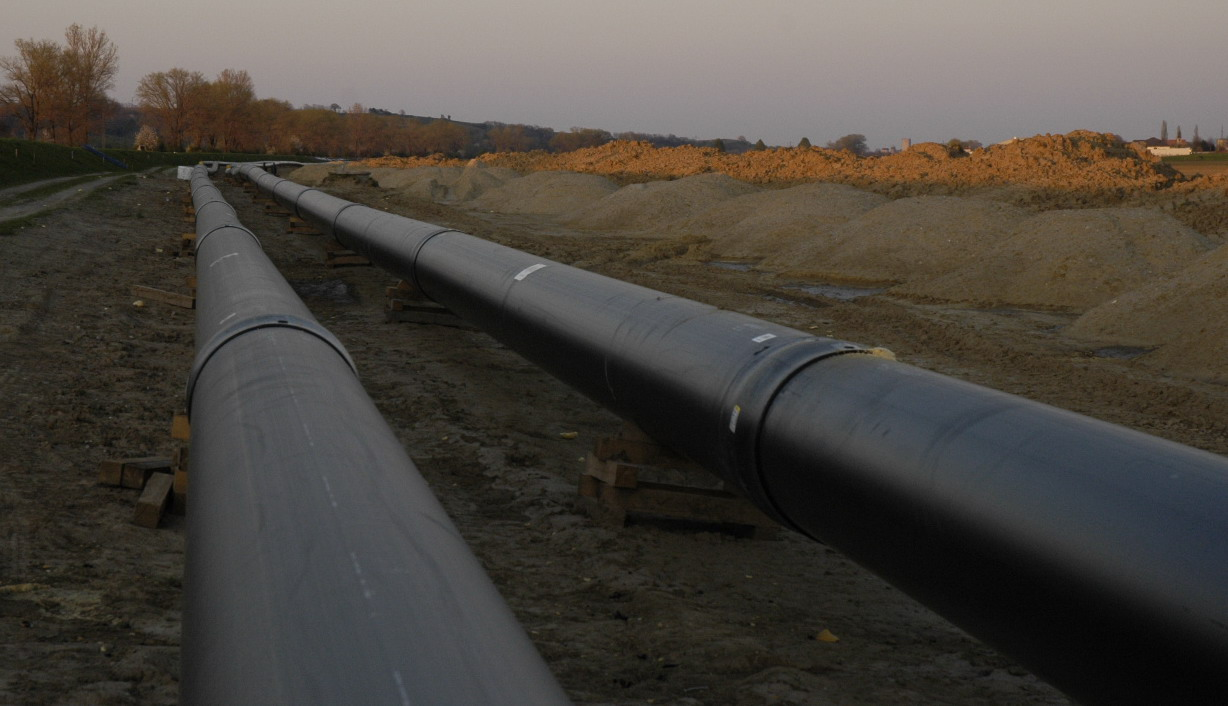
Bau der Fernwärmetransportleitung DN 400

Die EVN Wärme errichtete eine 31 km lange Fernwärmetransportleitung vom Kraftwerk Dürnrohr nach Sankt Pölten, um die Landeshauptstadt mit Wärme zu versorgen. Es ist dies die längste Fernwärmetransportleitung Österreichs. Die Leitung hat einen Innendurchmesser von 400 bzw. 450 mm (DN 400 / DN 450) und eine PU-Schaumisolierung und somit einen Außendurchmesser von etwa 700 mm. Über die Leitung werden bis zu 40 MW Wärme transportiert, und damit wird in Sankt Pölten zwei Drittel der Fernwärme aus dem Kraftwerk Dürnrohr geliefert.

## Schweiz
Die Schweiz ist über elf Anschlussstellen mit dem europäischen Gaspipeline-Netz verbunden. Das Rückgrat der Schweizer Gasinfrastruktur bildet die 1974 in Betrieb genommene Nord-Süd-Transitleitung von Wallbach (Aargau) zum Griespass (Wallis).
Seit der Stilllegung der Transitleitung Oleodotto del Reno St. Margrethen–Splügenpass ist die Schweiz über drei unabhängige Stichleitungen an das westeuropäische Ölpipeline-System angeschlossen. Alle drei Leitungen sind in privater Hand. Angesichts der stagnierenden Inlandnachfrage und der ausreichenden Transportkapazität von rund acht Mio. Tonnen pro Jahr gibt es keine Ausbaupläne für die Schweizer Ölleitungen.
Der «Oléoduc du Rhône» verbindet den Hafen Genua durch den Tunnel am Grossen St. Bernhard mit der ehemaligen, 2015 stillgelegten Raffinerie Collombey.
Der «Oléoduc du Jura Neuchâtelois» schließt die Raffinerie Cressier an die Südeuropäische Pipeline (Marseille–Karlsruhe) an.
Die Société du Pipeline Méditerranée-Rhône (SPMR) transportiert Erdölprodukte aus den Regionen Marseille und Lyon bis zur Schweizer Grenze, wo sie von der SAPPRO (Societé du Pipeline à Produits Pétroliers sur Territoire genevois) übernommen werden und nach Genf transportiert werden.

## Pipelines für Schlämme
Pipelines werden auch für den Transport von Schlämmen verwendet. Dazu wird der eigentlich zu transportierende Stoff mit Wasser versetzt, durch die Rohrleitung transportiert und das Wasser am Ende des Transports wieder abgeschieden. Diese Transportart betrifft Materialien, die fein gemahlen mit Wasser gemischt werden können, ohne sich zu lösen, wie zum Beispiel Kohle, Eisenerz, Kupferkonzentrat, Zink, Phosphat und Kalkstein.

### Kohle
Fein gemahlene Kohle lässt sich mit dem gleichen Gewichtsanteil Wasser aufschlämmen und durch eine Rohrleitung transportieren. Vor der Verfeuerung im Kraftwerk muss die Kohle wieder getrocknet werden. Diese Transportart wurde längere Zeit in den USA im großen Stil propagiert, ist aber heute eher eine Nischenanwendung. Problematisch ist der hohe Wasserverbrauch und der Aufwand für die Trocknung der Kohle nach dem Transport.
Die älteste Kohlepipeline war nur von 1957 bis 1963 in Betrieb. Sie verband im Bundesstaat Ohio die Kohlengrube in Cadiz mit dem 173 km entfernten Kraftwerk in Eastlake am Eriesee. Die Pipeline wurde nach wenigen Jahren stillgelegt, weil der Transport mit der Eisenbahn doch billiger war.
Die Pipeline zwischen der Black-Mesa-Kohlengrube im Bundesstaat Arizona und dem 439 km entfernten Mohave-Kohlekraftwerk im Bundesstaat Nevada war von 1970 bis 2005 in Betrieb. Die Rohrleitung hatte einen Durchmesser von 45 cm und gehörte der Bahngesellschaft Southern Pacific. Für die Aufschlämmung der Kohle wurden jährlich 1,2 Millionen Kubikmeter Grundwasser verwendet, was zu Versorgungsproblemen in den umliegenden Siedlungen der Hopi führte. Im Jahr 2006 wurden die Pipeline und das Kraftwerk stillgelegt, weil letzteres den Umweltvorschriften nicht mehr genügte und die Proteste gegen Wasserverbrauch und Kohleabbau zu groß geworden waren.
Ende der 1970er Jahre wurde in den Vereinigten Staaten ein ganzes Netzwerk von Pipelines geplant, das den Transport der Kohle über lange Distanzen von der Eisenbahn übernommen hätte. Die Projekte wurden wegen des hohen Wasserverbrauchs und des Widerstands der Bahngesellschaften gegen die Pipelines schnell aufgegeben.

### Eisenerz
Der Transport von Eisenerz in Rohrleitungen ist einfacher als derjenige von Kohle, weil das gemahlene Roherz für die Weiterverarbeitung durch Flotation ohnehin aufgeschlämmt werden muss und keine zusätzliche Trocknung des Transportgutes am Ziel anfällt.
Die längste Eisenerzpipeline wird in Brasilien von der Bergbaugesellschaft Samarco betrieben. Das in der Grube Algeria bei Mariana abgebaute Erz wird in der Aufbereitungsanlage Germano für den Transport über die 396 Kilometer lange Rohrleitung aufgeschlämmt. Das Ende der Eisenerzpipeline liegt bei der Pelletieranlage im Tiefwasserhafen Ponta Ubu am Atlantischen Ozean. Die Rohrleitung hat einen Durchmesser von 50 cm und transportiert jährlich 15 Millionen Tonnen Eisenerzschlamm, welcher sich mit ungefähr 6 km/h in der Leitung bewegt.
In Mexiko ist eine Eisenerzpipeline zwischen dem Tagebau Hercules und dem Stahlwerk Monclova in Betrieb. Die Leitung mit 35 cm Durchmesser ist 300 km lang. Der erschöpfte Tagebau La Perla war ursprünglich auch an die Pipeline angeschlossen, so dass die Leitung früher sogar 382 km maß.

### Kupfererz
In Südamerika sind mehrere längere Pipelines für den Transport von Kupfererzkonzentrat in Betrieb. Die Rohrleitungen führen von den Bergwerken in den Anden zu den Häfen am Pazifischen Ozean. Vier von sechs Pipelines haben nur eine Pumpstation am Beginn der Strecke. Diese vier haben ein durchschnittliches Längsgefälle von 1,4 bis 2,2 % und benötigen nach steileren Bergab-Partien ein bis drei Drosselstationen, um unzulässig hohen Druck über Strömungswiderstände abzubauen und über Turbulenz stark abrasive Freispiegelströmung zu vermeiden. Die Drosseln sind aus Keramik gebaute Düsen mit sechs Monaten Standzeit.
Die Anlage der Bergwerksgesellschaft Antamina in Peru mit dem Errichtungsjahr 2001 transportiert verschiedene Qualitäten von Kupfererz- und auch Zinkerzkonzentrat. Zwischen den unterschiedlichen Materialchargen wird Wasser zur Trennung verwendet. Die Kopfstation der 302 Kilometer langen Leitung befindet sich auf 4.200 Meter Höhe über Meer, das Terminal in Huarmey an der Küste. Die Pumpe erhöht den Druck auf 238 bar. Die Pipeline aus Stahl (API 5L Grade X65) ist alle 400 bis 1200 Meter mit Flanschen zusammengeschlossen, um innen einen HDPE-Liner (Fütterungsschlauch) als Verschleißschicht einbringen zu können. Ein Computerprogramm hilft beim Einhalten guter Betriebszustände. Parameter ist die Potentialhöhe der Strömung, die Summe aus geografischer Höhe, hydrostatischer Druck / Dichte des Schlamms (typisch 2 kg/Liter) und der vernachlässigbar kleine Beitrag aus dem geschwindigkeitsabhängigen Staudruck. Die äußeren Rohrdurchmesser dieser Pipeline sind unterschiedlich von 213 bis 273 mm (dünner in den steileren Bereichen), bei Flussgeschwindigkeiten von 1,5 bis 3,1 m/s. Das lokale Maximalgefälle wurde auf 15 % limitiert.

### Phosphat
In Marokko wurde im April 2014 nach vierjähriger Bauzeit die längste Phosphatpipeline der Welt in Betrieb genommen. Sie führt von den Phosphatgruben in der Provinz Khouribga zu den 187 km entfernten Chemiewerken im Mittelmeerhafen Jorf Lasfar, wo das Phosphat zu Dünger und anderen Produkten verarbeitet wird. Das Projekt war mit 433 bzw. 472 Millionen US-Dollar veranschlagt und wurde von dem türkischen Unternehmen Tekfen gebaut. Die Leitung wurde durch eine Innenauskleidung aus HDPE und mit Opferanoden vor Korrosion geschützt. Die Anlagen zur Beförderung und Aufbereitung der Schlämme gehören zu den größten weltweit. 2018 wurde eine Erweiterung auf insgesamt 235 km in Betrieb genommen. Die Hauptpipeline transportiert stündlich 4400 Tonnen Phosphatgestein, jährlich 38 Megatonnen.

### Kalkstein
Die Zementindustrie betreibt einige Rohrleitungen für den Transport von Kalkstein. Eine der ältesten und längsten Anlagen ist die von Cemex betriebene 62 km lange Rohrleitung von Kensworth nach Rugby. Die Pipeline wurde 1964 erbaut und ermöglicht den Abbau der Kalkvorkommen in den Dunstable Downs. Die Transporte aus dem umweltpolitisch empfindlichen Gebiet in den Chiltern Hills können dank der Rohrleitung ohne zusätzlichen Straßenverkehr erfolgen.

## Pipelines für sonstige Flüssigkeiten und Gase
Prinzipiell kann jede Flüssigkeit und jedes Gas, das chemisch stabil ist, durch Pipelines geschickt werden.

### Wasser

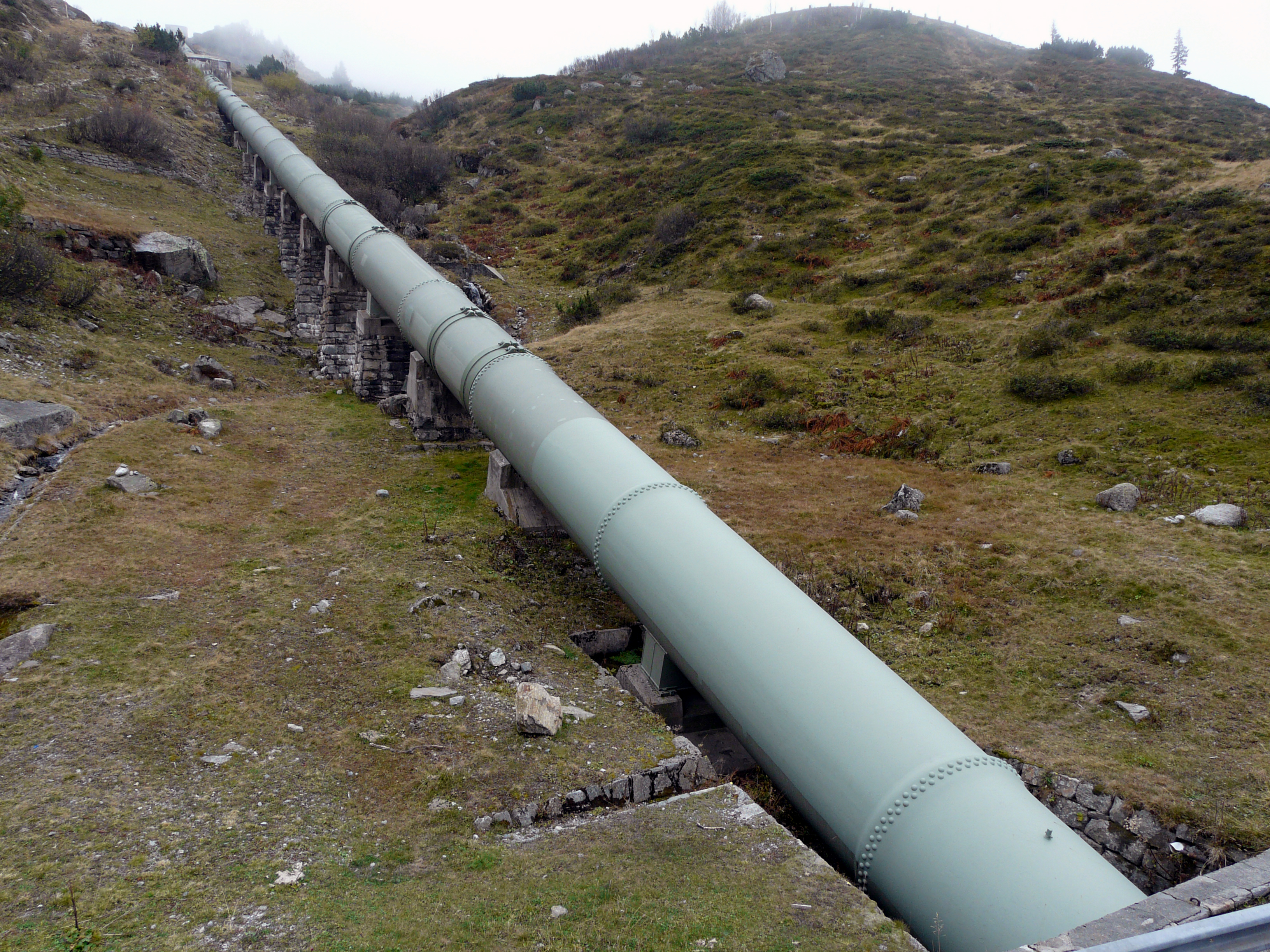
Triebwasserleitung oberhalb des Vermuntsees, die zur Turbinenanlage führt

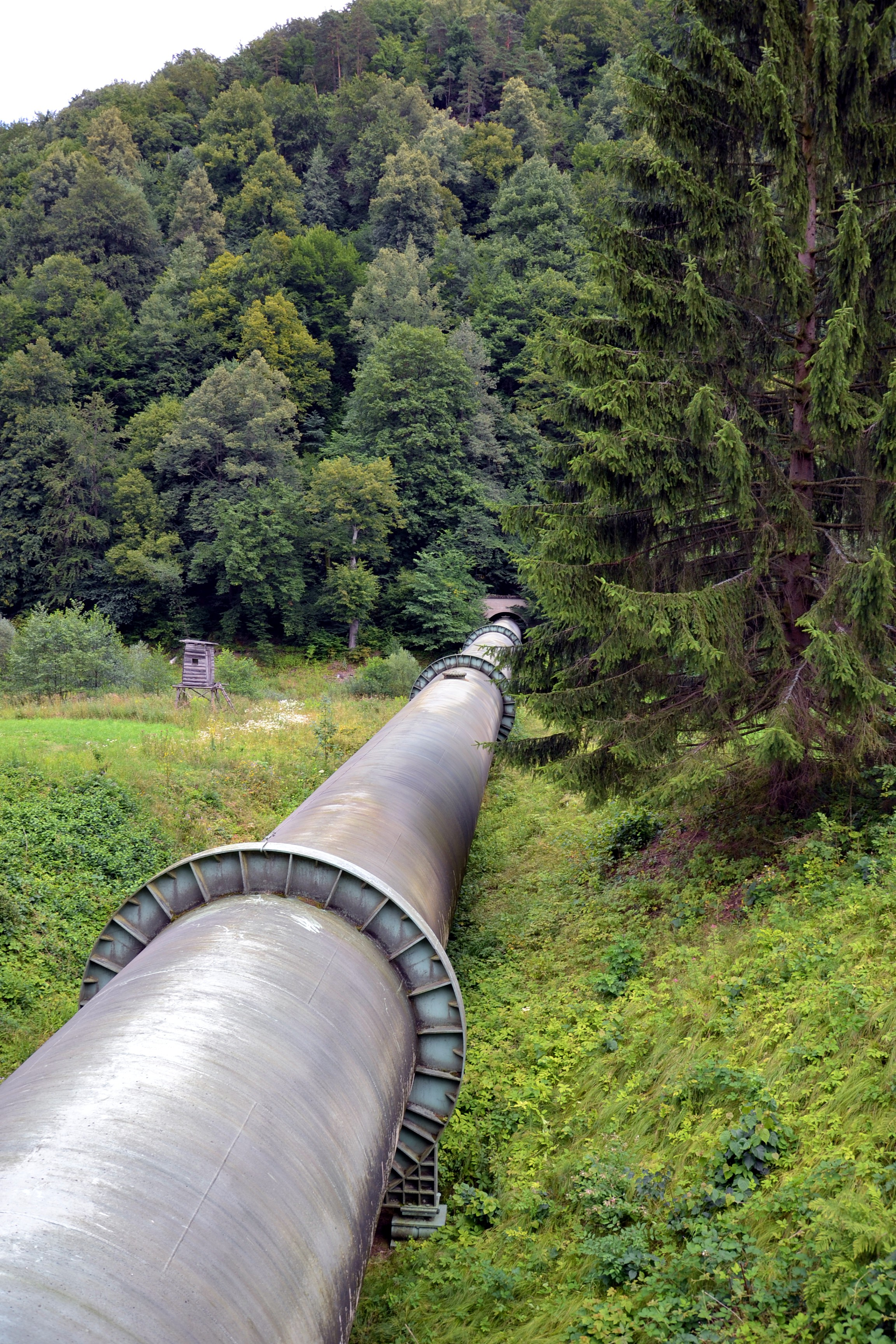
Triebwasserleitung des Kraftwerks Dobra über den Kamp und durch den Berg zum Krafthaus bei Krumau, Durchmesser etwa 4 Meter

Längere Wasserleitungen führen beispielsweise Trinkwasser in Deutschland vom Mangfalltal und Loisachtal nach München oder aus dem Harz nach Bremen. Als Tunnel durch ein Mittelgebirge verläuft der Albstollen der Fernwasserversorgung vom Bodensee Richtung Norden. Historisch früh wurden die Hochquellenwasserleitungen nach Wien gebaut, in denen es Druckabbau mittels Trinkwasserkraftwerken gibt.
In Saudi-Arabien transportieren lange Pipelines Wasser von Meerwasserentsalzungsanlagen zu den Großstädten im Landesinneren.
Eine Triebwasserleitung ist eine spezielle Bezeichnung einer Pipeline im Anwendungsgebiet der Wasserkraft. Sie verbindet Wasserspeicher und Krafthaus eines Wasserkraftwerkes, wie z. B. bei einem Pumpspeicherkraftwerk, auf dem kürzesten Weg.

### Sole
Historisch wurde Sole in Soleleitungen von der Solequelle zur Saline geleitet, wenn beispielsweise vor Ort nicht genügend Brennstoff vorhanden war. Ein berühmtes Beispiel ist die 17 km lange Soleleitung von den Brunnen in Salins-les-Bains zu den königlichen Salinen in Arc-et-Senans nahe dem Wald von Chaux in Frankreich. Die Soleleitung Hallstatt–Ebensee (Oberösterreich) wurde ab 1595 in Holz errichtet und ist ein technisches Denkmal.

### Moor
In Bad Schwartau wird seit 1984 eine rund 1580 Meter lange „Moorpipeline“ zum Transport des für Moorbäder benötigten Moores zwischen der Abbaustelle des Moores und dem Kurmittelzentrum betrieben.

### Abgase
Es gibt auch Pipelines für die Abgase von Kraftwerken oder Hüttenwerken. Sie werden gelegentlich errichtet, wenn diese in einem tiefen Tal errichtet wurden, weil dort das nötige Kühlwasser vorhanden ist und man mit einem kürzeren Schornstein, der auf einem Berg errichtet ist, auskommen möchte. Pipelines für Rauchgas, sogenannte Rauchgasleitungen, wurden zur Speisung der Halsbrücker Esse und eines Kamins in Zlatna errichtet.

### Bier
Einige Brauereien leiten mit Pipelines das Bier von der Produktionsstätte zu Abfüllanlagen. Auf Festgeländen werden Bierpipelines verlegt, um die Verteilung zu den einzelnen Zapfstellen über eine einzige zentrale Anlieferstelle zu ermöglichen.

## Geschichte
Die seit 1607 durchgehend betriebene, 34 Kilometer lange Soleleitung von Hallstatt – Bad Ischl – Ebensee im österreichischen Salzkammergut gilt als „älteste aktive Industrie-Pipeline der Welt“.
Die weltweit erste Langstrecken-Erdöl-Pipeline, die Tidewater-Pipeline, wurde am 28. Mai 1879 unter Führung von Byron Benson in Betrieb genommen. Die 175 Kilometer lange Tidewater-Pipeline verlief zunächst zwischen Rixford und Williamsport (Pennsylvania).
Hintergrund für den Bau der Tidewater-Pipeline war, dass die mit dem Ölmagnaten John D. Rockefeller verbundenen Eisenbahngesellschaften einen recht hohen Transportpreis für Erdöl erhoben. Dank dieser Pipeline wurde ein deutlich niedrigerer Transportpreis für Erdöl möglich. Infolgedessen konnten Benson und die mit ihm verbündeten unabhängigen Partner noch eine Zeitlang dem wirtschaftlichen Druck der Standard Oil Company widerstehen.

## Pipeline als Transportmodus
Der Pipelinetransport kann als eine besondere Transportform neben Schiff, Bahn, Straße (typisch Lkw) und Flug betrachtet werden. Pipelines können allerdings auch als geografisch mitunter sehr weitläufige Verteilanlagen von Energie- und Rohstofflieferanten und Abfallentsorgern gesehen werden.
Je nach Betrachtungsweise werden Energieverbrauch und Emissionen von Pipelines in unterschiedliche Kategorien eingeordnet. Der Klimaschutzbericht 2016 des österreichischen Bundesumweltamts berichtet: „stationäre Gasturbinen für den Pipeline-Transport … werden dem Sektor Energie und Industrie zugeordnet (bisher Verkehr)“.
In der Erdölwirtschaft wird zwischen Gewinnung von Rohöl und Erdgas („Upstream“) und der Verteilung von Produkten („Downstream“) unterschieden.
Für Deutschlands (Binnen-)Gütertransport im Jahr 2010 wird der Pipelineanteil mit 2,2 % angegeben, wird es als Transportaufkommen neben Lkw, Schiene, See- und Binnenschiff und Flug betrachtet.
Für innerhalb Österreichs und Straße+Schiene+Schiff+Pipeline gibt der VCÖ für 1995 und 2002 jeweils 6 % Pipelineanteil (in Tonnenkilometern) an.
An- und Ablieferung per Seeschiff und Flug wird für Deutschland und Österreich offenbar nicht betrachtet.

## Sonstiges
Der Geh- und Radweg am Ostufer des Bodensees vom Hafen Bregenz, Österreich bis zum Strandbad Lochau, Deutschland wird Pipeline genannt, nach der 1967 bis 1997 hier in der Erde verlaufenden Erdölleitung CEL.